# Clube de Natação e Regatas São Salvador
O Clube de Natação e Regatas São Salvador é um clube poliesportivo brasileiro da cidade de Salvador, capital do estado da Bahia. Nos primeiros anos do Campeonato Baiano ele foi um dos principais times, conseguiu o bicampeonato em 1906 e 1907. Seu maior rival era o Vitória, essa também é considerada a primeira rivalidade do estado da Bahia
O clube foi uma das primeiras e mais importantes equipes do futebol baiano, foi um dos principais times na primeira rivalidade do estado, conquistou o Campeonato Baiano em 1906 e 1907. Também é um dos maiores times do estado da Bahia no Remo e em outros esportes aquáticos.

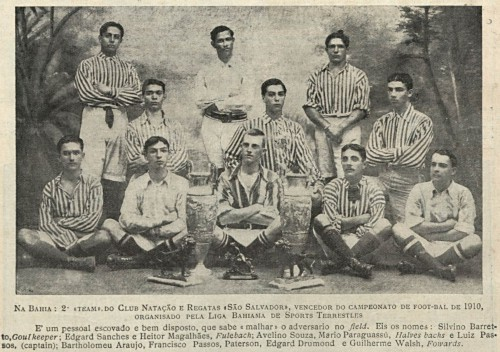
Clube de Natação e Regatas São Salvador no ano de 1910.

Mesmo que tenha tido bastante destaque no futebol em seus primeiros anos no estado da Bahia, o São Salvador foi fundado como um clune de Remo também obteve destaque no esporte.

Como o Remo era bastante popular em todo o Brasil, muitos grandes times começaram nessa modalidade e o São Salvador obteve sucesso no esporte.

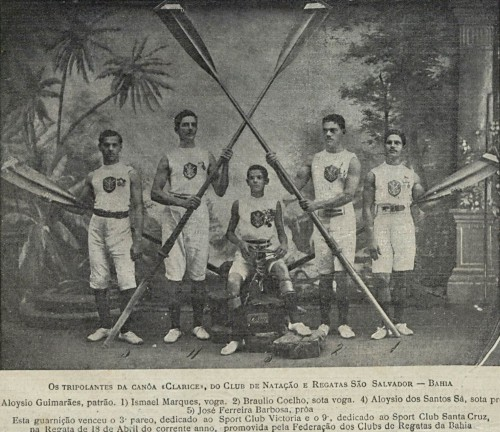
Clube de Natação e Regatas São Salvador no Remo em 1909.

## História

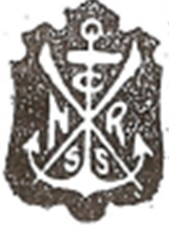
Escudo do Clube de Natação e Regatas São Salvador em 1943

Foi Torquato Corrêa, remador do Clube de Regatas Flamengo do Rio de Janeiro, que ao regressar para Salvador, notou a falta de clubes náuticos nesta capital, onde existia apenas o Esporte Clube Vitória com uma pequena flotilha. Nesta condição, resolveu consultar alguns amigos e no dia 1 de Setembro de 1902, na sua residência na Piedade, fundou o Clube de Natação e Regatas São Salvador. 
Animado com a grande adesão de associados, voltou ao Rio de Janeiro e de lá trouxe duas canoas, que aos domingos e feriados, eram usados para os treinos no Porto dos Tainheiros. Esta movimentação no local, despertou grande interesse público.
Em janeiro de 1905, alguns associados do time de futebol do Esporte Clube Vitória deixam o clube e associaram-se ao São Salvador. Desta maneira, foi criada a seção de futebol sob a direção de Carlos Costa Pinto. Uma proposta de Arthur Moraes junto aos associados, foi decidido que o clube adotaria novas cores, trocando o amarelo e preto pelo branco e verde.
Em 1905, participou do 1º Campeonato Baiano de Futebol, no Campo da Pólvora, sagrando-se vice-campeão. No ano seguinte levantou o título, assim como em 1907. No remo, conquistou quase todas as regatas. 
Com a extinção da Liga Baiana, licenciou-se do futebol, mantendo outras modalidades esportivas, como o remo.

## Títulos
| ESTADUAIS | ESTADUAIS         | ESTADUAIS | ESTADUAIS   |
|           | Competição        | Títulos   | Temporadas  |
| --------- | ----------------- | --------- | ----------- |
|           | Campeonato Baiano | 2         | 1906 e 1907 |
| TOTAL     |                   |           |             |
|           | Conquistas        | Títulos   | Categorias  |
|           | Títulos Oficiais  | 2         | 2 Estaduais |

## Rivalidade

#### Ajuste de Contas
O Ajuste de Contas foi o primeiro clássico do futebol baiano, As duas grandes forças do estado na época eram apenas Vitória e São Salvador, assim, quando eles se enfrentavam, acontecia o ajuste de contas.
O nome provavelmente faz referência ao fato de remadores do Vitória saírem do clube para entrar no São Salvador na época do Remo.